# Марголис, Альберт
Альберт Чарльз Марголис (англ. Albert Charles Margolis, 21 февраля 1908 — 3 января 1951) — американский шахматист еврейского происхождения.
Жил в Чикаго. В 1934 г. стал чемпионом города.
Наиболее известен по успешным выступлениям в чемпионатах Западной шахматной ассоциации (открытых чемпионатах США). В 1927 г. стал победителем данного соревнования (турнир проводился в городе Каламазу, штат Мичиган).

## Спортивные результаты
| Год  | Город    | Соревнование           | + | − | = | Результат | Место |
| ---- | -------- | ---------------------- | - | - | - | --------- | ----- |
| 1924 | Детройт  | Открытый чемпионат США |   |   |   |           | [ 1 ] |
| 1926 | Чикаго   | Открытый чемпионат США |   |   |   |           | [ 2 ] |
| 1927 | Каламазу | Открытый чемпионат США |   |   |   |           | 1     |
| 1933 | Детройт  | Открытый чемпионат США |   |   |   |           | [ 3 ] |
| 1934 | Чикаго   | Чемпионат Чикаго       |   |   |   |           | 1     |